# Svartasjön, Halland
Svartasjön är en sjö i Halmstads kommun i Halland och ingår i Fylleåns huvudavrinningsområde. Sjöns area är 0,019 kvadratkilometer och den befinner sig 170 meter över havet.